# MACO (Star Trek)
MACO of Military Assault Command Operations (Militaire aanvalscommando-operaties) is een fictionele militaire organisatie (binnen Star Trek) die in de jaren 2150 en 2160 actief was, voordat de Verenigde Federatie van Planeten werd opgericht. De soldaten worden MACO (enkelvoud) of MACO's (meervoud) genoemd.
In het jaar 2153 werden ze op de USS Enterprise NX-01 geplaatst om te assisteren bij de zoektocht naar de Xindi. Zij hielden zich (zoals hun naam al verraadt) bezig met de militaire aspecten van deze missie. Ook de USS Columbia NX-02 had MACO's aan boord.